# Woising
Woising är ett berg i Österrike.   Det ligger i distriktet Liezen och förbundslandet Steiermark, i den centrala delen av landet, 190 km väster om huvudstaden Wien. Toppen på Woising är 1 964 meter över havet, eller 245 meter över den omgivande terrängen. Bredden vid basen är 2,7 km.
Terrängen runt Woising är kuperad norrut, men söderut är den bergig. Närmaste större samhälle är Ebensee, 12,3 km nordväst om Woising. 
Trakten runt Woising består i huvudsak av gräsmarker. Runt Woising är det ganska glesbefolkat, med 25 invånare per kvadratkilometer.